# Coelogyne tenuis
Coelogyne tenuis é uma espécie de orquídea epífita, família Orchidaceae, originária de Kalimantan, em Borneu.